# Europäisches Jahr der Jugend
Das Europäische Jahr der Jugend (EJJ 2022) ist das am 6. Dezember 2021 vom Europäischen Parlament  und dem Rat der Europäischen Union  auf Vorschlag der Europäischen Kommission verkündete Europäische Jahr 2022. Offiziell begann das Europäische Jahr der Jugend am 27. Januar 2022.      

## Geschichte und Hintergrund
Im Bratislava-Fahrplan vom 16. September 2016 haben sich die 27 Staats- und Regierungschefs zur „Verbesserung der Chancen für junge Menschen“ bekannt. Dies insbesondere durch Unterstützung der Union für Unionsmitgliedstaaten zur Eindämmung der Jugendarbeitslosigkeit und erweiterte Programme der Union für junge Menschen.
In der Erklärung von Rom vom 25. März 2017 haben sich die führenden Vertreter der 27 Unionsmitgliedstaaten und des Europäischen Rates, des Europäischen Parlaments und der Kommission dazu bekannt, sich für eine Union einzusetzen, in der junge Menschen die beste Bildung und Ausbildung erhalten und auf dem gesamten Kontinent studieren und Arbeit finden können.
Die Jugendstrategie der Europäischen Union 2019–2027 wird festgestellt, dass junge Menschen die Architekten ihres eigenen Lebens sind, zu einem positiven Wandel in der Gesellschaft beitragen und die Ziele der Union bereichern.
Am 15. September 2021 kündigte die Präsidentin der Europäischen Kommission, Ursula von der Leyen, an, dass die Europäische Kommission vorschlagen würde, 2022 zum Europäischen Jahr der Jugend auszurufen. Anschließend legte die Kommission dem Rat und dem Europäischen Parlament einen entsprechenden Vorschlag für einen Beschluss vor. Dieser Beschluss wurde am 22. Dezember 2021 angenommen und publiziert.

## Ziel
Ziel des Europäischen Jahrs der Jugend ist es, einen Reflexionsprozess über die Zukunft der Jugend und ihre aktive Beteiligung an der Gestaltung der Zukunft Europas auszulösen. Die Jugendpolitik soll in alle Politikbereiche der Union entsprechend Eingang finden. Die aktive Beteiligung junger Menschen an demokratischen Prozessen ist für die Gegenwart und die Zukunft Europas und seiner demokratischen Gesellschaften sei entscheidender Bedeutung.
Das Europäische Jahr der Jugend (EJJ 2022) soll auch jungen Menschen in Europa, die von der COVID-19-Pandemie betroffen sind, wieder eine positive Perspektive zu geben.

## Umsetzung
Die Aktivitäten im Rahmen des Europäischen Jahres werden weitgehend dezentral in den Unionsmitgliedstaaten umgesetzt. Hierzu stellt jeder Unionsmitgliedstaat ein nationales Programm auf und ernennt nationale Koordinatoren. Die Europäische Kommission unterstützt und koordiniert die nationalen Programme.

## Rechtsgrundlage
Das Europäische Parlament und der Rat der Europäischen Union haben gestützt auf den Artikel 5 des Vertrags über die Europäische Union (EUV) iVm dem Vertrag über die Arbeitsweise der Europäischen Union (AEUV), insbesondere auf Artikel 165 Absatz 4 und Artikel 166 Absatz 4 AEUV und auf Vorschlag der Europäischen Kommission den Beschluss PE-CONS 81/1/21 REV 1 erlassen.

## Inkrafttreten
Gemäß Artikel 8 des Beschluss PE-CONS 81/1/21 REV 1 trat dieser am 23. Dezember 2021 in Kraft und gilt ab dem 1. Januar 2022.